# Västerås domkyrka
Västerås domkyrka är en kyrkobyggnad i norra delen av Västerås innerstad. Den är domkyrka i Västerås stift och församlingskyrka i Västerås domkyrkoförsamling inom Svenska kyrkan.
Kyrkan grundades på 1100-talet, men räknas som invigd 1271 efter en större ombyggnation. Den helgades åt jungfru Maria och Johannes döparen. Sin nuvarande form som femskeppig hallkyrka fick domkyrkan i början av 1500-talet, medan tornspiran och yttertaket formgavs av Nicodemus Tessin den yngre på 1690-talet. På västfasaden märks särskilt de vitputsade blinderingarna.
Västerås är belagt som biskopssäte i skriftliga källor från 1164, med en tradition tillbaka till 1000-talet. Domkyrkan är sedan dess huvudkyrka för Västerås stift. I kyrkan ligger bland andra kung Erik XIV, stormän från Brahe- och Stureätterna samt biskopar och ärkebiskopar begravda.

## Symboler
Västerås domkyrka är sedan medeltiden helgad åt jungfru Maria och Johannes Döparen, och är en av landets vårfrukyrkor. Den har förmodligen under medeltiden kallats ungefär Sankta Maria och Sankt Johannes domkyrka. Västerås stifts stiftsvapen avbildar också ett Gudslamm, enligt de ord som Johannes Döparen använde för att beskriva Kristus. I Västerås stadsvapen återfinns  två symboler för jungfru Maria: en ros och Mariamonogrammet, se Västerås kommunvapen. 

## Föregångare
Det är oklart när Västerås första domkyrka byggdes, men 1164 var första gången staden benämndes stiftsort. Man har dock inte hittat några spår av den första kyrkan. Den var troligen en mindre kyrka i gråsten, men kan också ha varit byggd i trä.
I mittskeppets kor fanns tidigare gråstenspelare, vilka revs ut på 1850-talet. Det är dock inte säkert att den första kyrkan fanns på den nuvarande platsen, utan den kan också ha legat på andra sidan Svartån. Under 1200-talet lärde man sig att bygga med tegel i Sverige och detta mycket tack vare de invandrade tiggarmunkarna. Med hjälp av teglet byggde man upp en ny kyrka, möjligen där gråstenskyrkan funnits.

## Kyrkobyggnaden

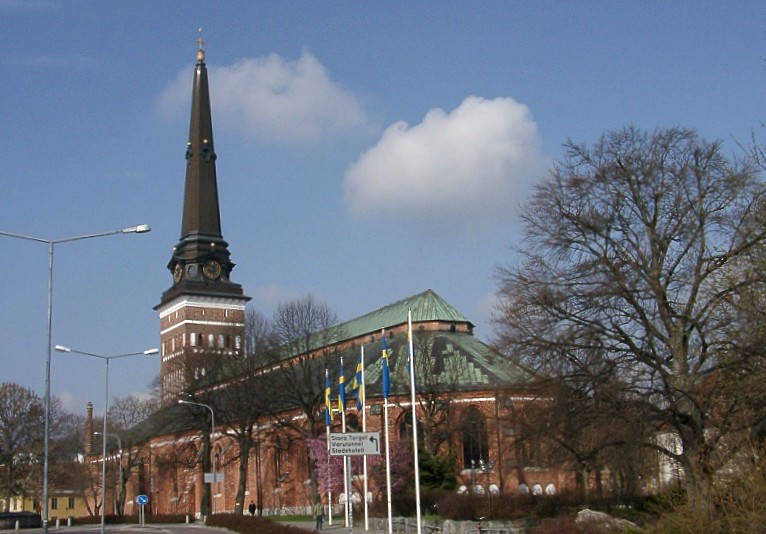
Västerås domkyrka 2005.

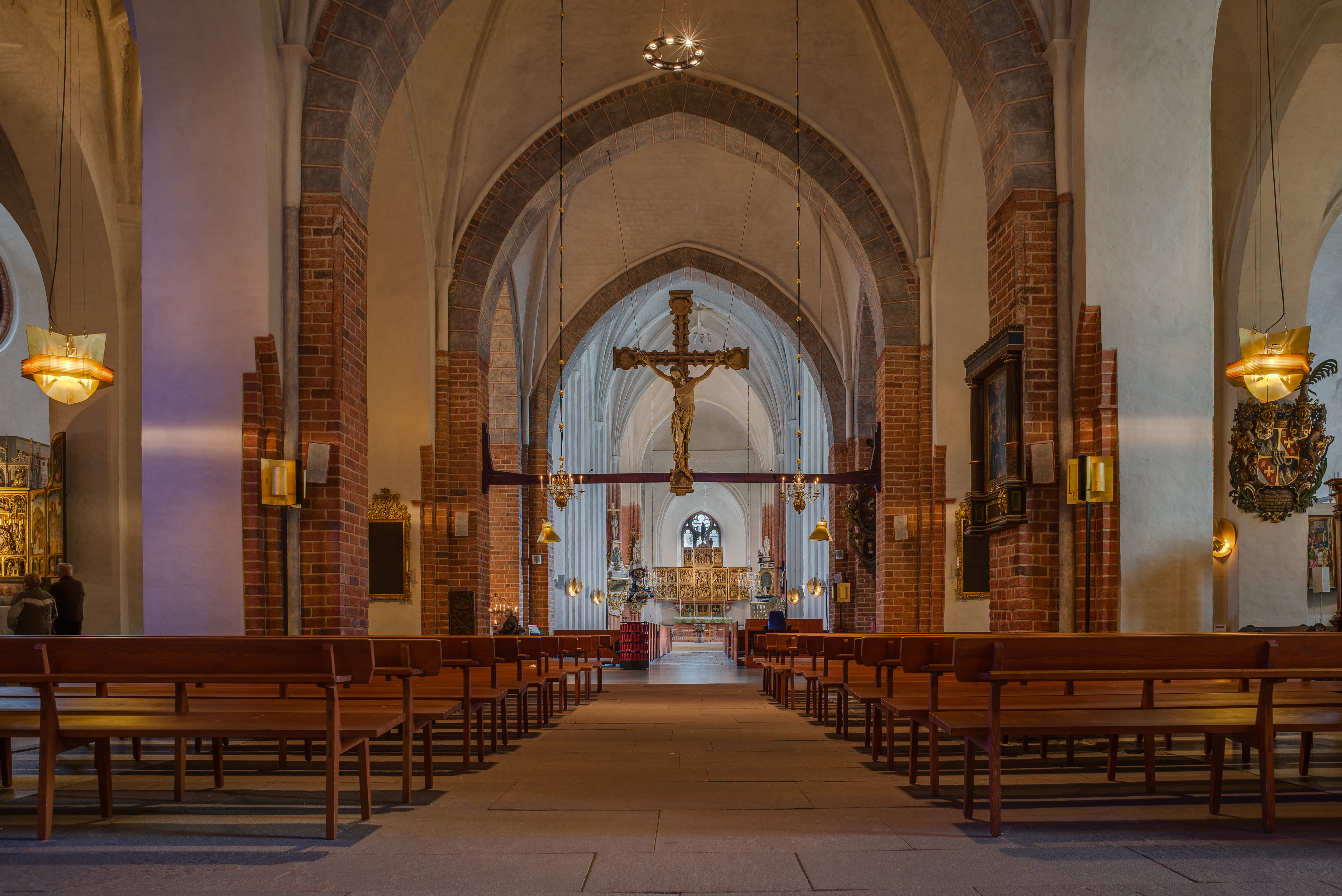
Interiören i kyrkan 2014.

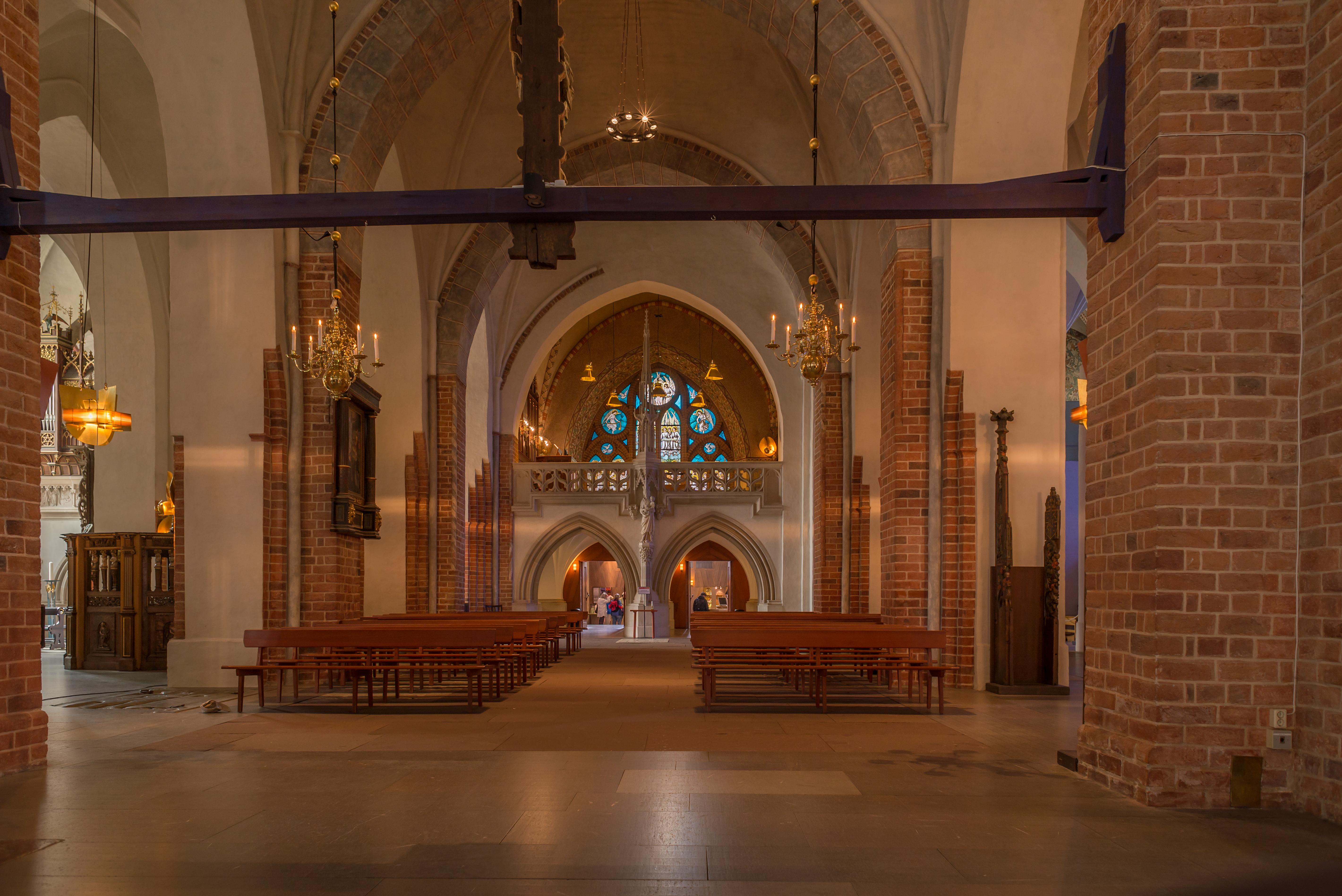
Interiör mot väster.

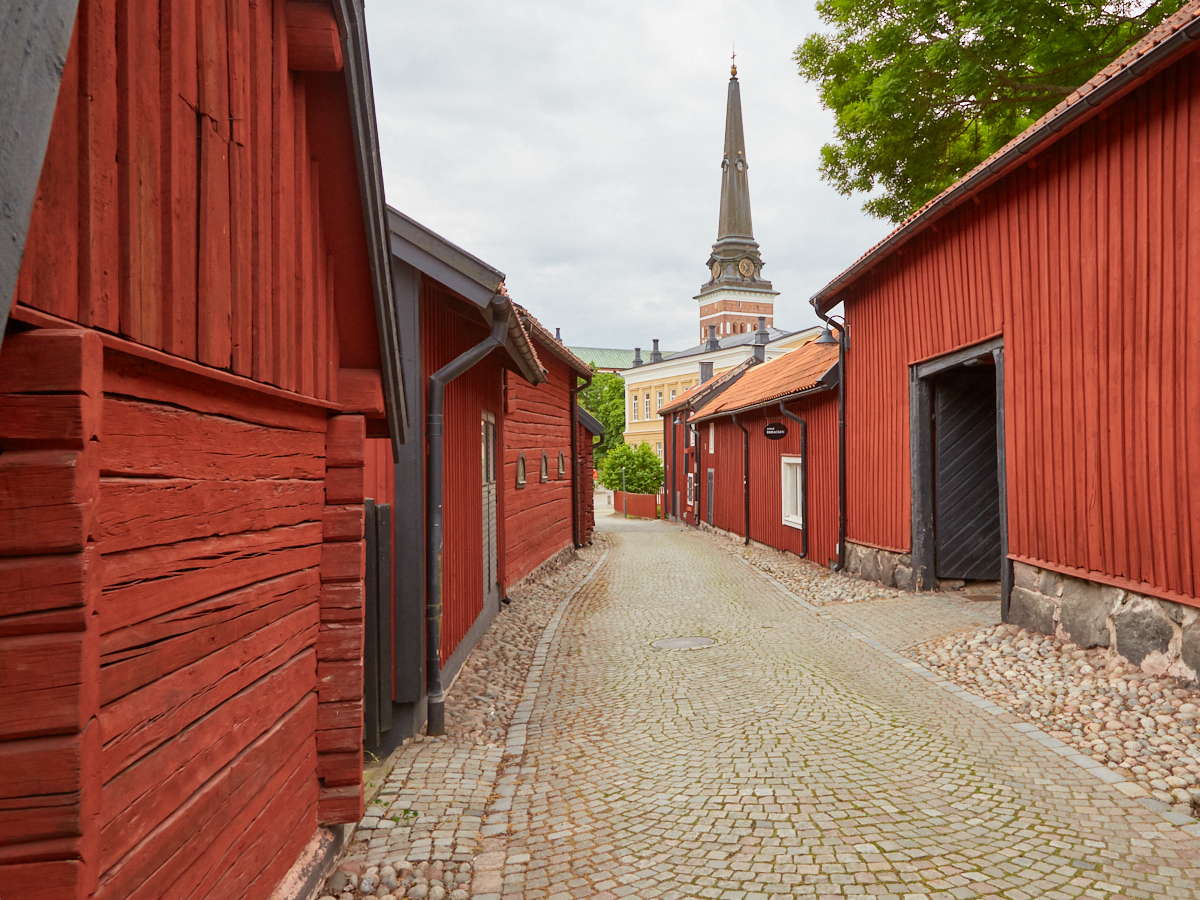
Domkyrkan sedd från Kyrkbacken 2017.

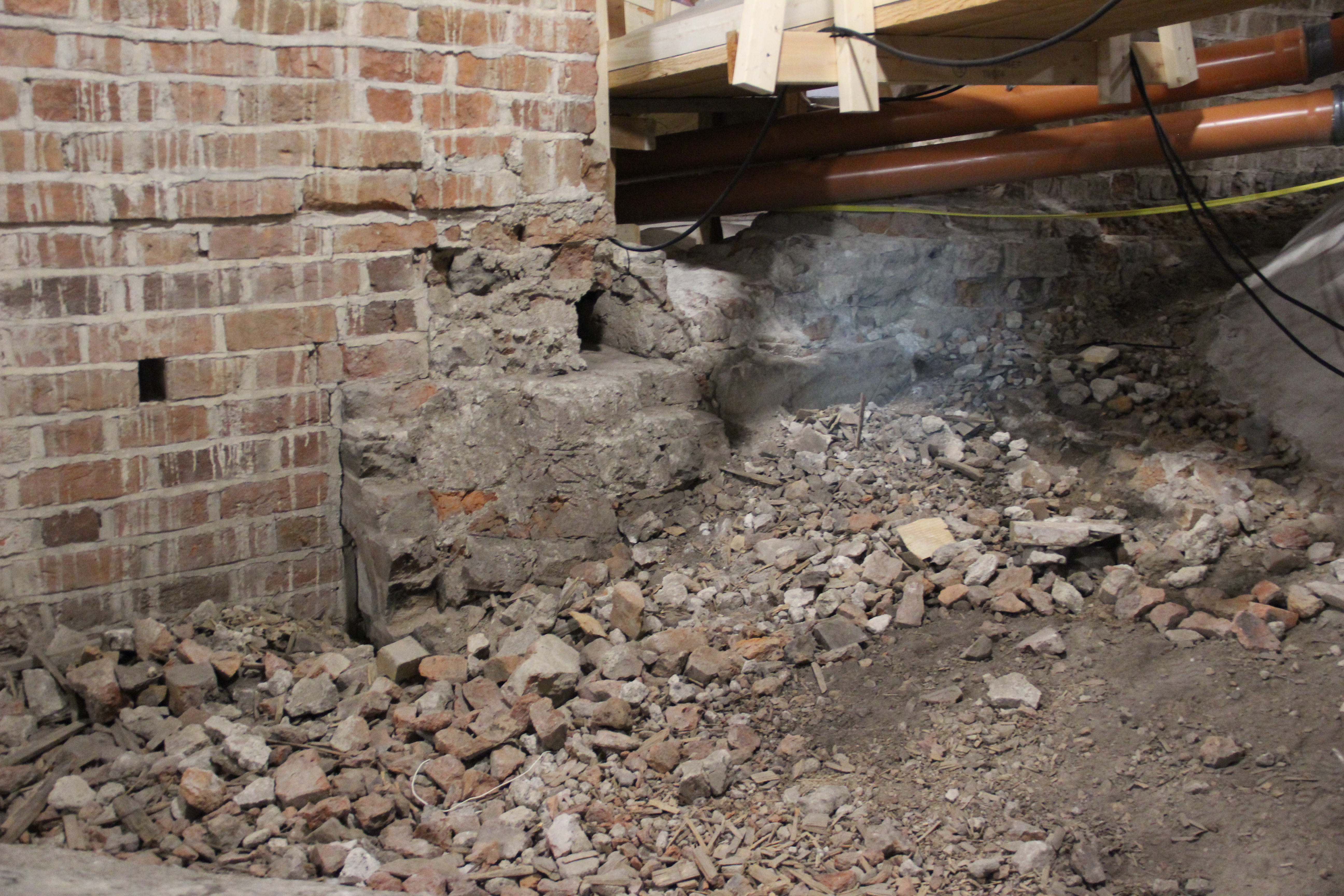
Inmurad och avbränd del av en träbjälke i murverket i norra korsarmen.

Kyrkobyggnaden är en femskeppig katedral, med kor i en halvcirkelformig absid och koppartäckt säteritak med murad italian (väggpartiet mellan de båda takfallen), samt västtorn med sidoutbyggnader och en obeliskformig, kopparklädd spira. På sidoutbyggnaderna finns tornliknande skorstenar. Omgivande mark är plan.
Den första kyrkan på platsen var av gråsten och byggdes under 1100-talet. Kyrkan kom senare att bli en del av den treskeppig basilika i romansk stil, som uppfördes på 1230-talet. Kyrkans tvärskepp gav den formen av ett kors i öst-västlig riktning, under 1200-talets senare del förlängdes den ytterligare österut, och kyrkans valv tillkom. 
Kyrkan brukar anses vara invigs den 16 augusti 1271 och helgades åt jungfru Maria och Johannes döparen.[källa behövs]
Den tornlösa västgaveln under samma tid dekorerades då med rundbågig fris. På pelarna syns det att valven i sidoskeppen då var låga. På platsen för korskranket hänger fortfarande triumfkrucifixet. Under det följande århundradet förlängdes kyrkans kor och fick en treskeppig avslutning.
Vid en inventering av kyrkans taklag hittades en inmurad och avbränd del av en träbjälke i murverket i norra korsarmens norra gavel. Murverket har ingått som en del av den tidigare romanska kyrkan. Troligen rör det sig om ett inre remstycke som legat på murkrönet till norra korsarmens västra vägg. Virket har enligt dendrokronologisk analys avverkats någon gång under åren 1247–1277, mest sannolikt 1252–1262, och bör därmed varit en del i den ursprungliga kyrkobyggnaden. I övriga korsarmar kunde likadana öppningar från tidigare remstycken dokumenteras, men utan bevarade trädelar.
På 1300- och 1400-talet kringbyggdes den gamla kyrkan med en krans av ett 20-tal kapell tillägnade olika helgon, där varje kapell hade eget prästerskap. Prästernas lön och jordagods, samt föremålen i kapellen bekostades av prebenden av adelsmän och bergsmän. Kapellen slogs dock ihop till fem skepp under 1400-talet.
Tornet, i kyrkans västra sida, stod klart omkring 1420, och ersatte den takryttare som satt direkt på takåsen. Kyrkan utökades under biskop Lydeke Abelsson också österut under 1460-talet, tillsammans med två mindre nya kapell intill dess norr- och sydsida till en hallkyrka i gotisk stil med ett ambulatorium bakom högaltaret. När ett kapell i kyrkans sydvästra hörn lagts till 1517 så fick kyrkan sin nuvarande storlek. Under 1500-, 1600- och 1700-talet tillkom också många inventarier som förändrade interiören. Bland dessa kan bland annat nämnas predikstolen, gravvårdar, begravningsvapen med mera.
Kyrkan klarade sig undan mycket av reformationens kyrkplundringar. Detta berodde delvis på det skyddade läget; Svartån rinner ut i Västeråsfjärden i söder, i väster finns Badelundaåsen och i norr rinner Svartån alldeles intill Rocklundaåsen. Mycket på grund av biskop Petrus Magni (Peder Månsson). Han vigde Laurentius Petri som den första evangelisk-lutherska ärkebiskopen i Sverige bibehöll därmed den kyrkliga kontinuiteten vid trosskiftet.
Yttertaket av koppar lades på under 1600-talet. Tornet, vilket är 91,8 meter högt, är Västerås kommuns andra högsta byggnad, efter Lillhäradsmasten (325 m) (i Lillhärads församling cirka 15 kilometer från staden). Den har haft både en medeltidsspira och en renässanskupol med spira, som förstördes vid eldsvådor. Den nuvarande barockspiran från 1694 är ritad av Nicodemus Tessin den yngre och bekostades av kung Karl XI. Spirans föregångare, som kan ses i bilden från Suecia Antiqua et Hodierna, härstammade från Johan III:s tid.
Spiran från 1694 är byggd av ekvirke, utan järnbalkar eller spik, och beklädd med koppar. Johan Scarlau, gesäll hos den tyske byggmästaren Büchegger, var den som monterade globen, kronan, korset och tuppen på den färdiga spiran. Den nya höga spiran väckte ont blod hos västeråsborna, som var rädda att den skulle rasa ner. De stagade upp den med stöttor och drevade den mot blåst, samt klagade hos kungen. Tessin, som blev vred när han fick höra detta, fick dock kungen att påbjuda att stöttor och drev skulle tas bort.

### Bränder
Kyrkan drabbades av brand både 1380 och 1390, och 1521 råkade kristianitiska styrkor starta en mindre brand i kyrkan. Kyrkans tornspira brann ner 1691 efter ett blixtnedslag och ersattes med den nuvarande spiran. I juli 1702 slog blixten ner inne i kyrkorummet, under pågående högmässa. Ingen människa skadades, och det började inte brinna, men blixten slog ett hål i muren. 1786 installerades åskledare och efter det klarade sig kyrkan till 1907, då tornet stod i lågor, men klarade sig från allvarligare skador.

### Ombyggnad 1856–1861
1856–1861 restaurerades domkyrkan, enligt den nygotiska smakriktningen och mycket som hade med renässans och barock att göra avlägsnades. Restaureringen var närmast en ombyggnad av stora delar av kyrkan. Resterna av det medeltida koret sprängdes bort. Av kyrkans pelare ommurades 19 och dessutom nyuppfördes 7 pelare. Valv och valvbågar ändrades. För att uppnå en femskeppig kyrka revs den medeltida sakristian i norra ytterskeppet och väggarna mellan raden av gravkor i södra ytterskeppet. Påtagligt även exteriört var att samtliga 29 fönster flyttades ända till 2 meter för att öka symmetrin. 
Hela kyrkan dekorerades 1896–1898 med nygotiska schablonmålningar av Agi Lindegren, som nu finns kvar bara över stora orgelläktaren.

### Restaurering 1958–1961
Vid den senaste restaureringen 1958–1961, under ledning av professor Erik Lundberg, har man eftersträvat att framhäva de olika epokerna i domkyrkans sjuhundraåriga byggnadshistoria. Golv av sandsten och kalksten lades in, man byggde en ny orgelläktare i kyrkans främre del och de främsta bänkarna fick ny inredning. Vid korets södra sida murades en grönskimrande predikstol i chamotte, skulpterad av Per-Erik Willö 1961.[källa behövs] Då tillkom även glasmålningar av Fritiof Swensson i Mariakapellet och av Randi Fisher på mittskeppets norra sida. De tre målningarna i spetsbågefönstren har titeln De tre stegen. Efter att de utförts, gjorde Fisher också en glasmålning för rundfönstret ovanför porten på norrsidan.
Domkyrkan är Västerås högsta och Sveriges 16:e högsta byggnad med sina 91,8 m. Den har även maximala tre stjärnor i reseguiden le Guide vert.

### Galleri med historiska bilder

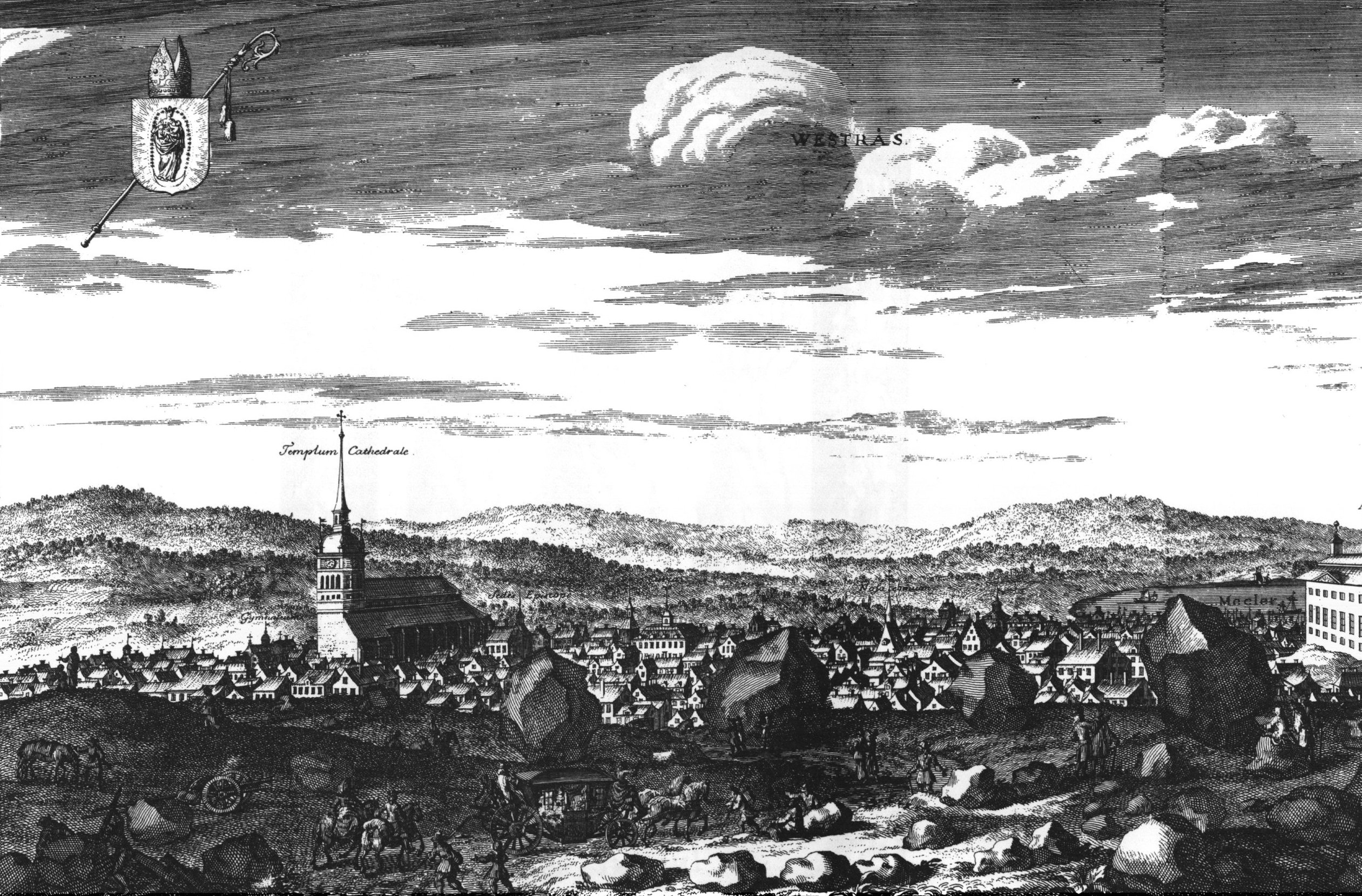
Domkyrkan ses här till vänster i Suecia Antiqua et Hodierna. Domkyrkan hade sedan renässansen, som det verkar på denna bild, en lanterninkrönt kupol med spira och fyra omgivande hörnspiror. Efter en brand 1691 restes den nuvarande tornspiran av Nicodemus Tessin den yngre.
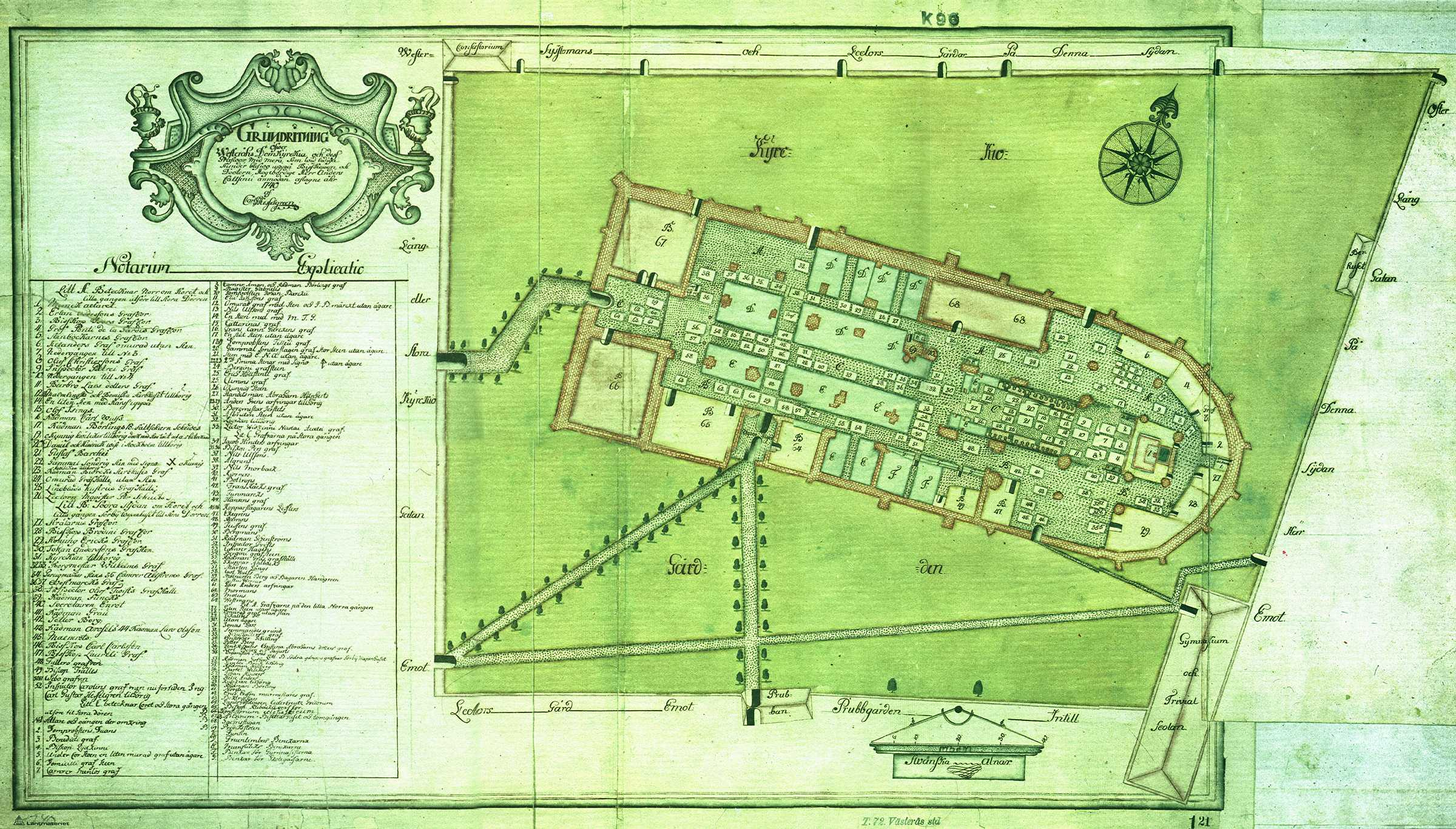
Planritning över kyrkobyggnaden 1740.
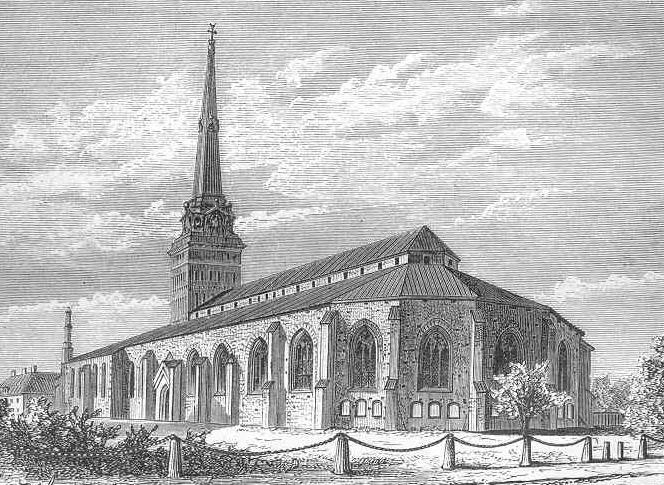
Avbildning av kyrkan från 1889.

## Gravar, gravmonument och epitafier

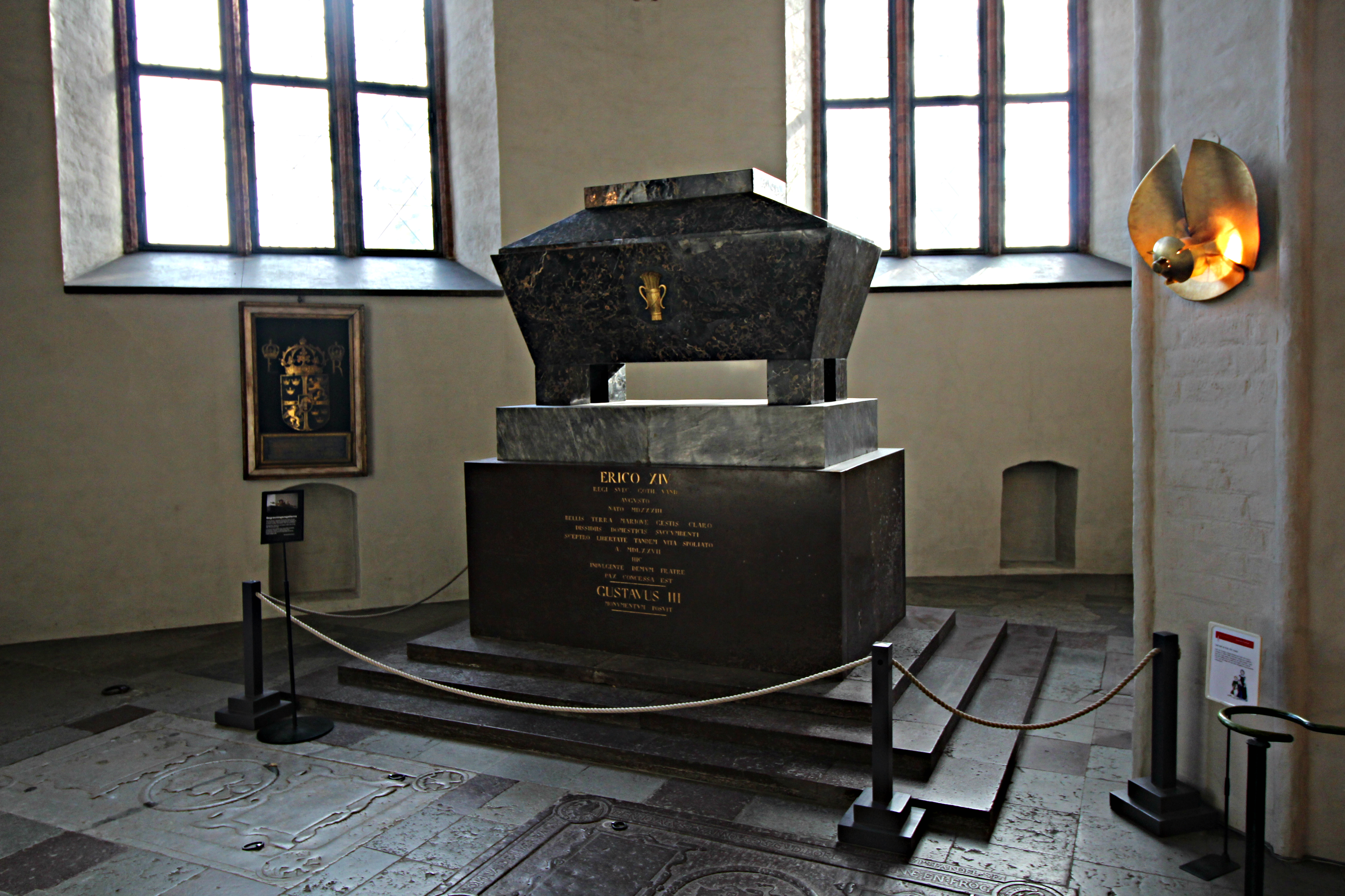
Erik XIV:s sarkofag i domkyrkan.

### Erik XIV
I domkyrkan ligger kungen Erik XIV begravd, i en sarkofag av carraramarmor på en bas av rödbrun sandsten från Öland.  Kungen begravdes ursprungligen under golvet i ambulatoriet, och den murade graven syntes endast som en liten upphöjning av golvet. 1797 beslöts dock att en sarkofag som kung Gustav III ursprungligen kan ha beställt åt sig själv skulle föräras Erik XIV. På en trädyna ovanpå sarkofagens lock ligger regalier som hämtades från Johan III:s gravmonument i Uppsala domkyrka. 1958 öppnades sarkofagen och prover togs, som visade höga halter av arsenik, dock inget om ursprunget till förgiftningen.
Redan den 20 mars 1790 hade Kungliga Vitterhets Historie och Antikvitets Akademien fattat beslut om inskriptionen på sarkofagen som författades på latin av Carl Birger Rutström.
Regi Svec. Goth. Vandal.

Augusto.

nato MDXXXIII.

Bellis terra marique gestis claro.

Dissidiis domesticis succumbenti.

Sceptro, libertate, tandem vita spoliato.

A. MDLXXVII.

Hic indulgente demum fratre pax concessa est.

vilket på svenska blir:
Sveriges, Götes och Vendes

upphöjde Konung,

född 1533,

berömd genom krig till lands och till sjöss,

som dukade under för oenigheter i familjen, 

berövades spiran, friheten och slutligen också livet,

år1577

fick här sin frid, sedan hans broder till sist veknat.

### Övriga gravmonument
Utöver Erik XIV har även ett antal stormän begravts i domkyrkan, däribland Gustav Vasas kansler Peder Swart, biskop Johannes Rudbeckius, riksföreståndare Svante Nilsson (Sture), affärsmannen Simon Depken och ärkebiskop Samuel Troilius.
I domkyrkans golv finns ett flertal gravstenar, många fullt läsbara. Bland gravmonumenten kan särskilt nämnas Mauritz Stures (död 1493) gravhäll. Han var son till rikshovmästaren Svante Nilsson (Sture) och bilden av honom på monumentet är ett tidigt exempel på renässanskonst i Sverige. Den idealiserade bilden av Sture visar honom som en femårig pojke fullt utrustad som väpnare i rustning och svärd.
Andra gravmonument och epitafier innefattar följande:

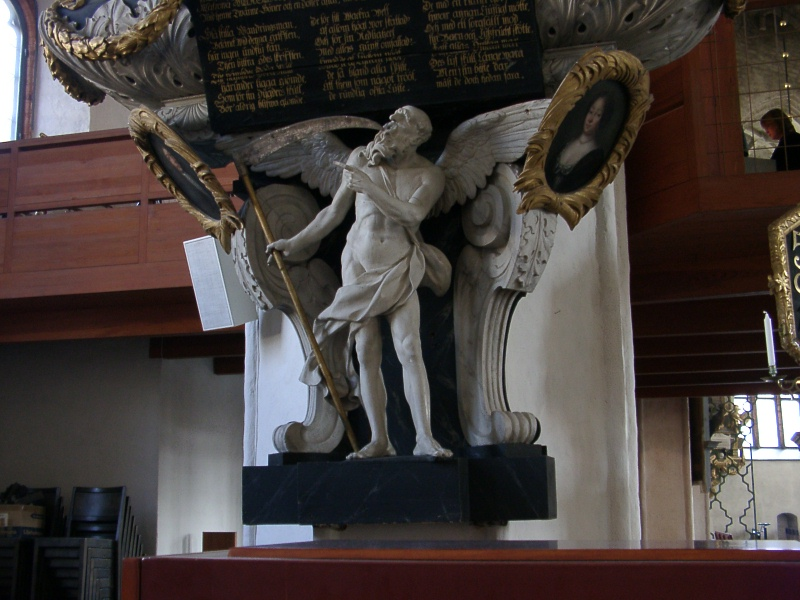
Del av epitafium över brukspatron Lars Pedersson på Semla i Fagersta.

- Riksdrotsen Magnus Brahes gravmonument, från 1600-talets början, i svart och vit marmor med bilder i alabaster.
- Epitafium i renässansstil från 1625 till minne av handelsmannen Simon Depken den äldre från Västerås.
- Epitafium i tidig barock till minne av George Hoffman från 1676.
- Epitafium över brukspatron Lars Pedersson på Semla i Fagersta.
- General greve Pontus Fredrik De la Gardies begravningsvapen från 1692.
- Barockempitafium till minne av domprosten Nicolaus Dwan från 1709.

## Orglar
I kyrkan finns 4 piporglar, den stora läktarorgeln, kororgeln, apostlakapellets orgel och ett mindre korpositiv.

### Läktarorgeln

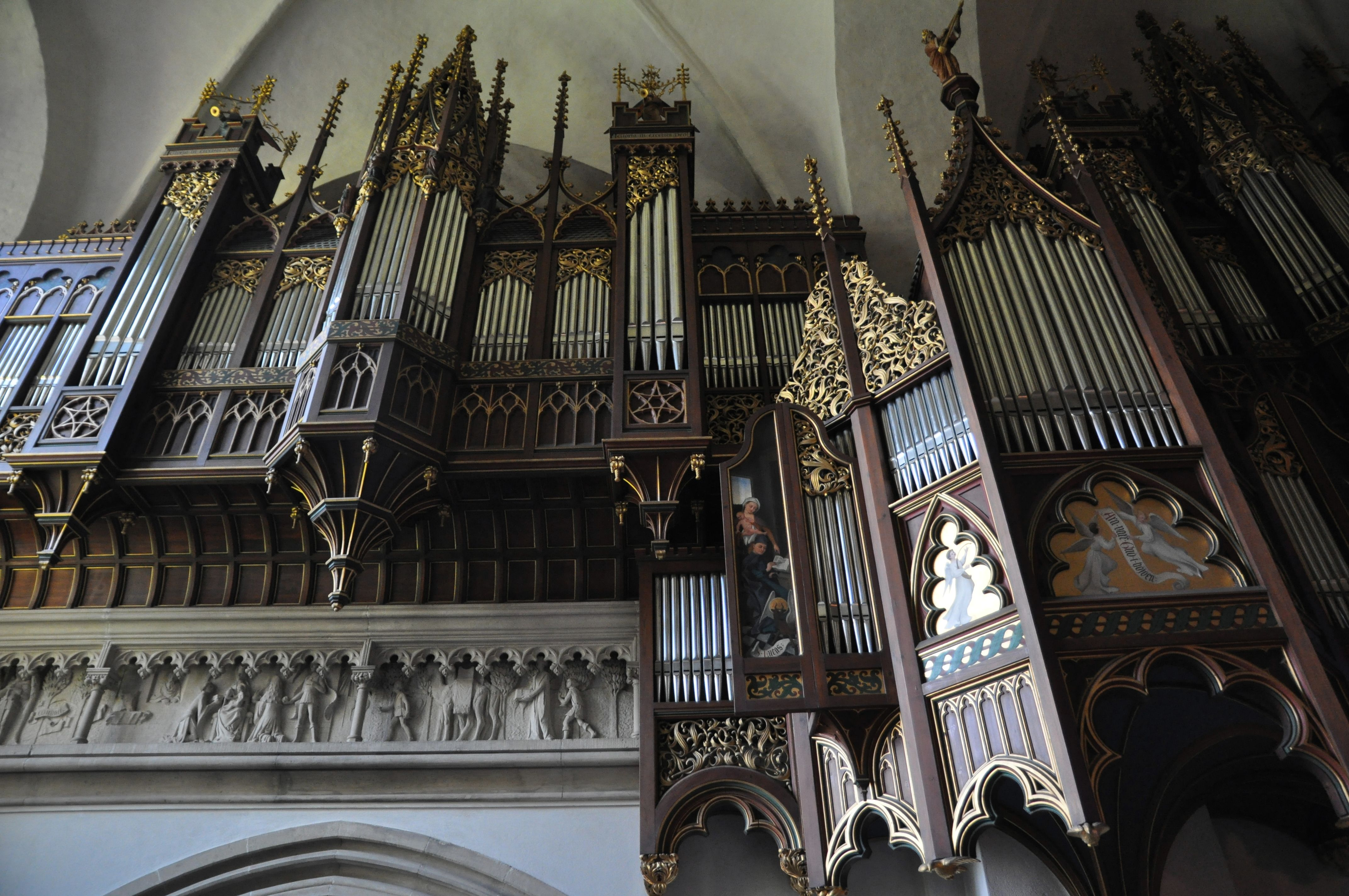
Läktarorgeln

Läktarorgeln byggdes i samband vid renoveringen i slutet av 1800-talet av Åkerman & Lunds Orgelbyggeri, och stod färdig år 1898. Orgeln hade då 40 stämmor, fördelade på 3 manualer och pedal. Orgeln har under årens lopp renoverats och utökats ett antal gånger, 1927, 1938 samt 1945 av Åkerman & Lund, 1953 av Setterqvist & Son och 1961 av A. Magnusson Orgelbyggeri AB. Det engelska orgelbyggeriet Harrison & Harrison Ltd. renoverade orgeln 1998, och 2009 restaurerade återigen Åkerman & Lund orgeln till originalskick, där bland annat lufttrycket höjdes från 70 mmVp till det ursprungliga 95 mmVp, och vissa stämmor flyttas till sina ursprungliga verk. 
Idag har orgeln 65 stämmor, fördelat på 4 manualer och pedal. 

Disposition

* = Högtrycksstämma, 230mm/Vp
| Huvudverk (I)              | Positiv (II)               | Svällverk (III)                  | Fjärrverk (IV)                                     | Bombardeverk (I & II) | Pedalverk                            | Koppel     |
| -------------------------- | -------------------------- | -------------------------------- | -------------------------------------------------- | --------------------- | ------------------------------------ | ---------- |
| Principal 16' (1898)       | Borduna 16' (1898/1998)    | Basetthorn 8' (1898)             | Flûte double 8' (1922, från Röda kvarn, Stockholm) | Trompette 8' (1998)   | Untersatz 32' (1998)                 | I/P        |
| Principal 8' (1898)        | Principal 8' (1898)        | Rörfleut 8' (1898)               | Flauto amabile 8' (1920-tal)                       | Clairon 4' (1998)     | Principal 16' (1898)                 | II/P       |
| Stentorphon 8' (1898)      | Flûte harmonique 8' (1898) | Viola da gamba 8' (1898)         | Violin 8' (1912, från S:t Nicolai kyrka, Arboga)   |                       | Violon 16' (1898)                    | III/P      |
| Flûte harmonique 8' (1898) | Borduna 8' (1898)          | Voix céleste 8' (1998)           | Salicional 8' (1998)                               |                       | *Subbas 16' (1898)                   | IV/P       |
| Gamba 8' (1898/2009)       | Dolce 8' (1898)            | Fugara 4' (1898)                 | Voix céleste 8' (1927)                             |                       | Ekobas 16' (1927)                    | II/I       |
| Octava 4' (1898)           | Octava 4' (1998)           | Flûte octaviante 4' (2009)       | Echofleut 4' (1898)                                |                       | Qvinta 12' (1898)                    | III/I      |
| Flûte octaviante 4' (1898) | Rörfleut 4' (1898/1998)    | Nasard 3' (1945)                 | Clarinette 8' (1927)                               |                       | Octava 8' (1961)                     | IV/I       |
| Qvinta 3' (1898)           | Flageolett 2' (1898)       | Waldfleut 2' (1898)              | Vox humana 8' (1961)                               |                       | Violoncelle 8' (1898)                | III/II     |
| Octava 2' (1898)           | Cornett 3 chor (1898)      | Ters 1 3/5' (1938)               | Tremulant                                          |                       | Borduna 8' (1898)                    | IV/II      |
| Cornett 5 chor (1898)      | Mixtur 4 chor (2009)       | Mixtur 3-4 chor (2009)           | Crescendosvällare                                  |                       | Octava 4' (1898)                     | IV/III     |
| Mixtur 4-6 chor (2009)     | Corno 8' (1898)            | Fagott 16' (1998)                |                                                    |                       | Mixtur 4 chor (1961)                 | I 4'/II    |
| Trompet 16' (1898)         | Cromorne 8' (1998)         | Trompette harmonique 8' (1998)   |                                                    |                       | Contrabasun 32' (1898)               | II 16'/I   |
| *Tuba mirabilis 8' (1898)  | Tremulant (1961)           | Oboe 8' (1961, troligtvis äldre) |                                                    |                       | *Tuba 16' (1898)                     | III 16'/II |
|                            |                            | Clairon 4' (1998)                |                                                    |                       | Fagott 16' (1961, stövlar från 1898) | III 4'/II  |
|                            |                            | Tremulant (1961)                 |                                                    |                       | Trumpet 8' (1961/1998)               | IV 16'/IV  |
|                            |                            | Crescendosvällare                |                                                    |                       | Trumpet 4' (1938)                    | IV 4'/IV   |

Registersvällare samt 11 988 fria kombinationer. Elektropneumatisk traktur och registratur.

### Kororgeln

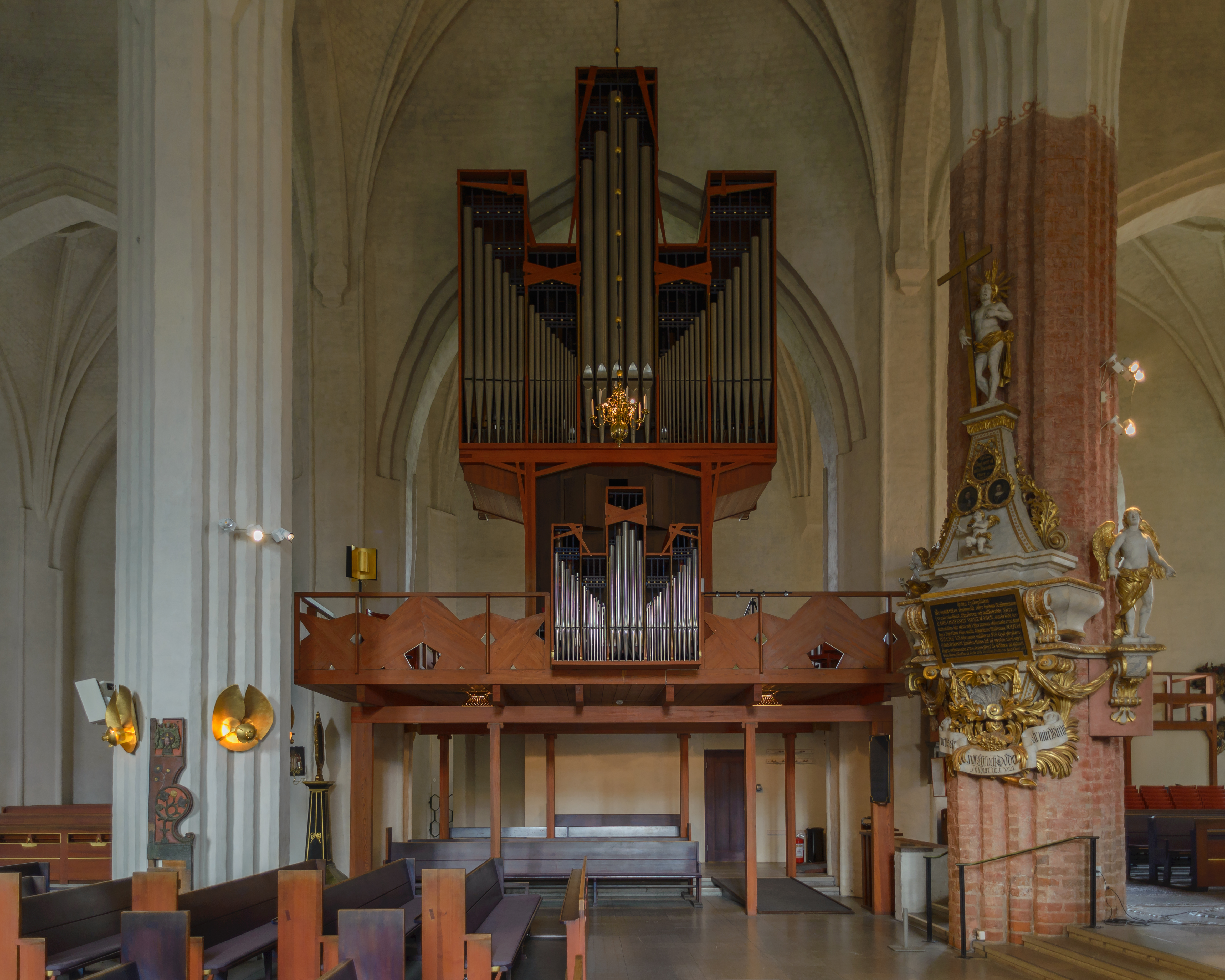
Kororgeln.

I samband med den senaste renoveringen 1958-1961 byggde Frederiksborg Orgelbyggeri en ny kororgel på 28 stämmor fördelade på tre manualer och pedal. 

#### Disposition
| Ryggpositiv (I) (C-g3) | Huvudverk (II) (C-g3) | Bröstverk (III) (C-g3) | Pedalverk (C-f1) | Koppel |
| ---------------------- | --------------------- | ---------------------- | ---------------- | ------ |
| Gedackt 8'             | Principal 8'          | Gedackt 8'             | Principal 16'    | I/P    |
| Principal 4'           | Rörflöjt 8'           | Rörflöjt 4'            | Subbas 16'       | II/P   |
| Koppelflöjt 4'         | Oktava 4'             | Principal 2'           | Oktava 8'        | I/II   |
| Waldflöjt 2'           | Gedacktflöjt 4'       | Sifflöjt 1'            | Borduna 8'       | III/II |
| Kvinta 1 1/3'          | Oktava 2'             | Cymbel 2 chor          | Oktava 4'        |        |
| Scharf 3 chor          | Mixtur 5 chor         | Vox humana 8'          | Fagott 16'       |        |
| Krumhorn 8'            | Dulcian 16'           | Tremulant              | Skalmeja 4'      |        |
| Tremulant              | Trumpet 8'            |                        |                  |        |

#### Diskografi
Inspelningar av musik framförd på kyrkans orglar.
- Bröllopsmusik i Västerås domkyrka / Ericson, Mats, orgel. CD. True Track TTPCD 027. – Inspelad 2002.
- Hymn : symfonisk musik för orgel / Johan Hammarström spelar på Västerås domkyrkas stora orgel. CD. Ictus Music Production Stockholm IMP1214. 2012.
- Trois pieces - trois chorals / Franck, César, kompositör ; Ericson, Mats, orgel. CD. True Track TTPCD 040. – Inspelad 2004.

## Inventarier

### Altaruppsatser och altarskåp
- Två altarskåp är tillverkade i Lübeck under 1400-talet, dessa återfinns i domkyrkans sakristia samt domkyrkans samtalsrum. Altarskåpet i sakristian återger endast två bibliska bilder, de andra bilderna i altarskåpet är helgonbilder.
- Altarskåpet i Apostlakapellet (norra skeppet) lär vara från början av 1500-talet och har sitt ursprung från mäster Jan Bormans ateljé i Bryssel.
- Mariaskåpet i dopkapellet eller Mariakapellet (södra skeppet) är ett arbete utfört i Antwerpen 1510 och målningarna liknar dem från Dirk Bouts i Löwen.
- Skåpet på högaltaret är från 1516 och skänktes av riksföreståndaren Sten Sture den yngre och hans hustru Kristina Nilsdotter (Gyllenstierna). Skåpet är tillverkat i Antwerpen och tillskrivs Jan Gillisz Wrage och Jan Genoots, samt målaren Jan van Dornicke.
- Veronicatavlan av sandsten är huggen i Västerås 1514, därtill målad och förgylld, donerades av biskop Otto Svinhufvud.

### Övriga inventarier
- En dopfunt av brons som är en avgjutning av domkyrkans funt från 1391, gjuten i Lübeck och donerad av biskop Bene Korp.
- Ett dopkapell i nordisk renässansstil med en tre meter hög dopfunt, omsluten av ett genombrutet träskrank. Lübeckerarbete från 1622. Ett av renässanstidens märkligaste konstalster i Sverige. Det skänktes till kyrkan av änkan till en av landets mest förmögna affärsmän, Simon Depken den äldre.
- Altarkrucifix i silver från början av 1300-talet och tillverkat i Paris.
- Nattvardskalk från 1311-1317 med ett okänt ursprung, men donerad av biskop Israel Erlandsson.
- Gavlar från två medeltida kyrkbänkar med Gustav Vasas vapen på.
- Relikvarium i bergkristall och förgylld brons från 1300-talets början.
- Mitra med broderier i rött och blått silke med inslag av pärlor. Tillverkat i Vadstena kloster på 1400-talet till biskop Achatius Johannis.
- Biskopskräkla från 1585 tillverkad till kung Johan III:s vigsel med Gunilla Bielke i Västerås domkyrka.
- Ljuskrona skänkt 1681 av biskop Johannes Brodinus och hennes höghet Anna Schultin.

### Galleri över inventarier

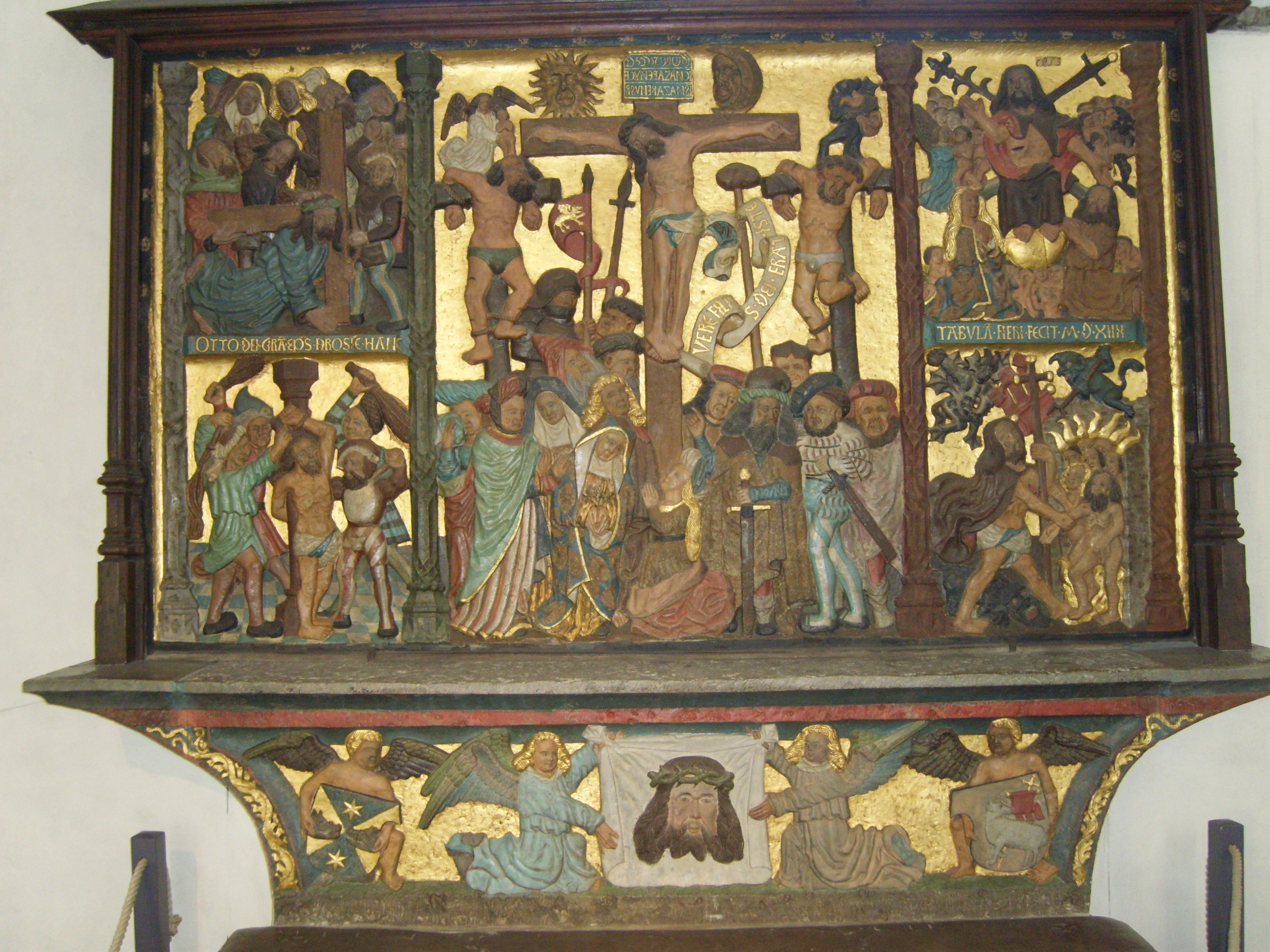
Altaruppsatsen skänkt av Otto Svinhufvud, med Veronicas svetteduk avbildad.
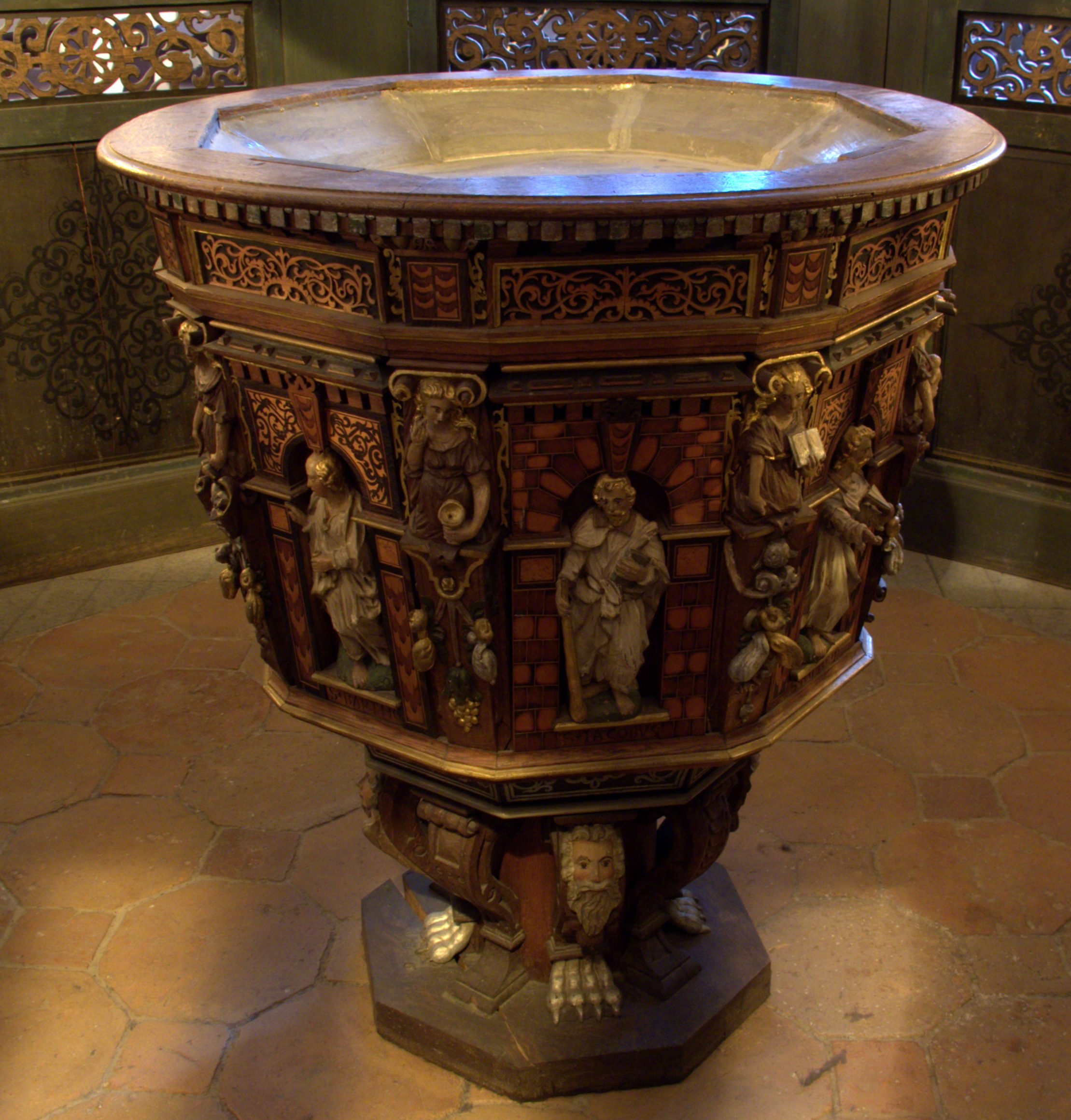
Dopfunten i det Depkenska dopkapellet.
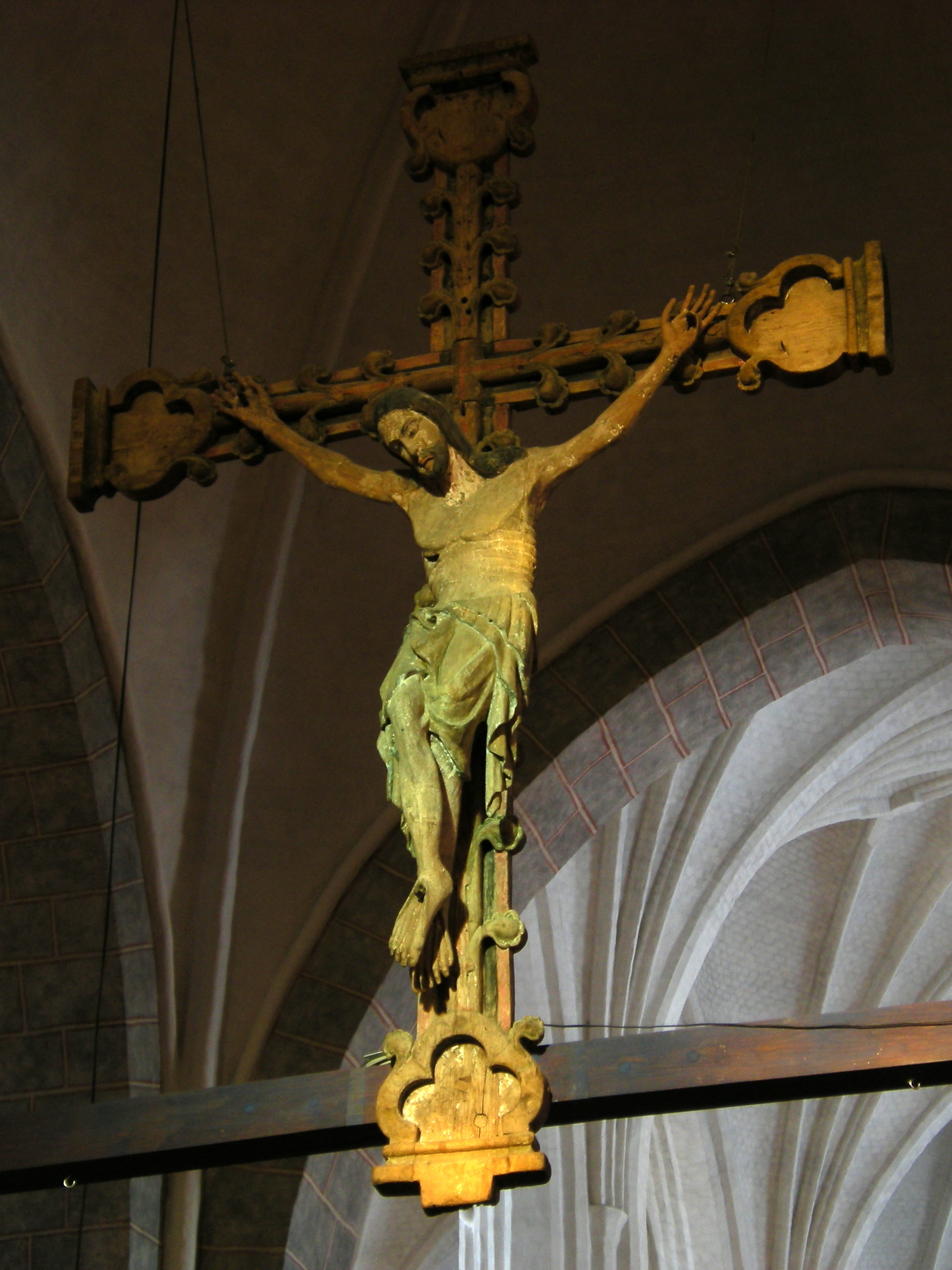
Triumkrucifixet.

### Kyrkklockor
I domkyrkans torn hänger fyra kyrkklockor. Klockornas toner, från den största till den minsta är: giss0-h0-ciss1-fiss1. Storklockan är omgjuten flera gånger, åren 1649 och 1696, samt slutligen omgjuten år 1763 av Gerhard Meijer i Stockholm. Klockans diameter är 188 cm och den väger 4078 kg. Söndagsklockan göts om bland annat året 1696 och senast år 1820. Dess diameter är 164 cm och den väger 2701 kg. Bönklockan är senast omgjuten år 1696. Dess diameter 135 cm och den väger 1850 kg. Vårdklockan, den minsta klockan, är ursprungligen från medeltiden. Omgjuten åren 1495, 1665 och senast 1788 i Örebro. Klockans diameter är 101 cm och den väger 690 kg. 

## Domplatsen

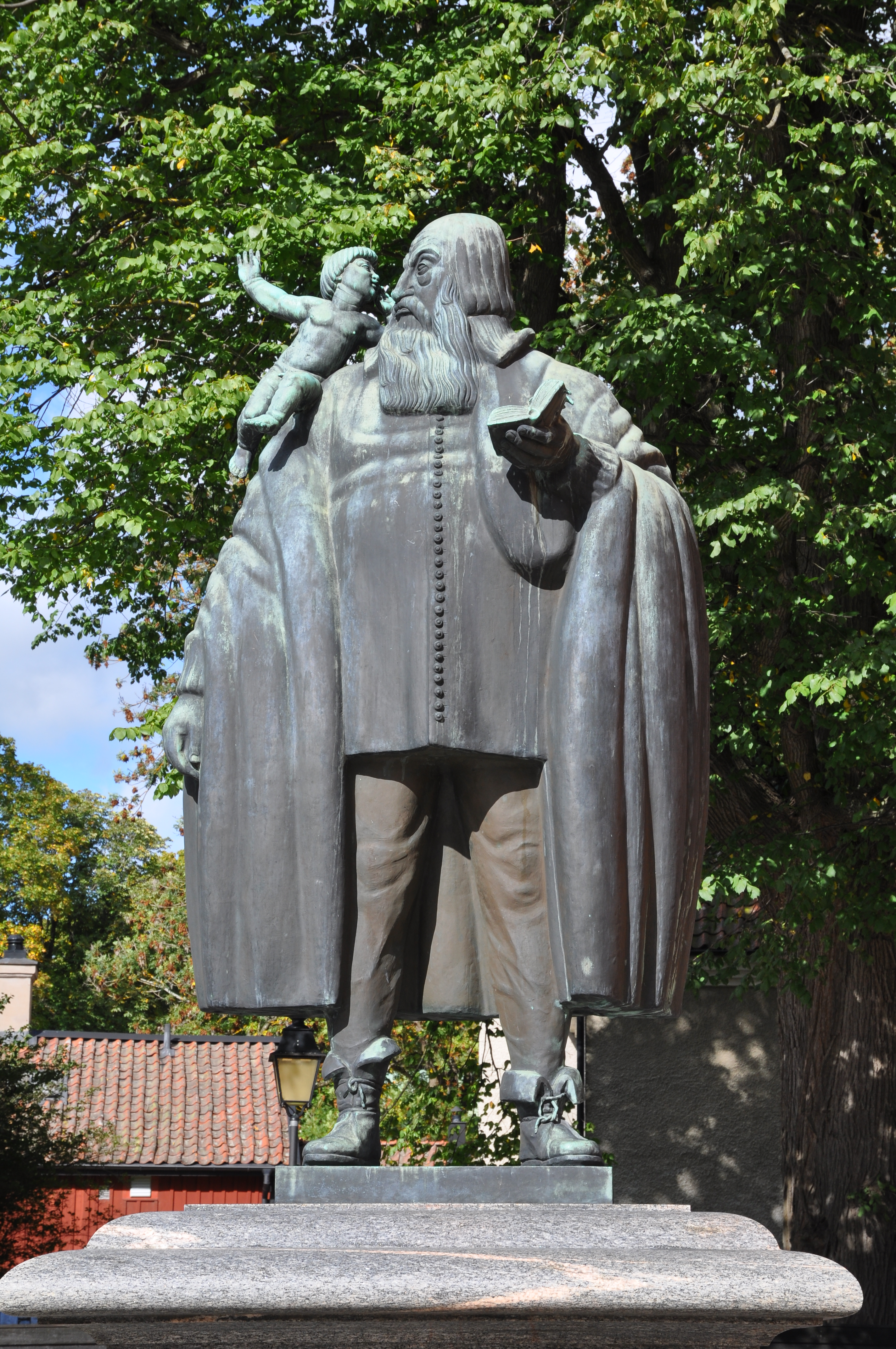
Rudbeckius-statyn

Domplatsen är en öppen platsbildning - en piazza - väster om kyrkan, öster om biskopshuset och söder om domkapitelshuset. Där finns en staty föreställande biskop Johannes Rudbeckius, skapad av Carl Milles. Statyn invigdes vid 300-årsjubileet av Rudbeckianska gymnasiet, vilket år 1623 var Sveriges första gymnasium. Skolan ligger bara ett tiotal meter från domkyrkan och den gamla stadsdelen Kyrkbacken i Västerås.
Biskopen Mikael Mogren har förklarat mönstret i gatubeläggningen som strålarna i Nådens sol. Symbolen Nådens sol förknippas även med Johannes Rudbeckius och återfinns på hans staty. 
Biskop Mikael Mogren har givit  springbrunnen på domkyrkans västvägg namnet Pilgrimens källa.

## Omnämnanden

### Tomas Tranströmers diktning
Västerås domkyrka förekommer i dikter av Tomas Tranströmer, där dikten Kort paus i orgelkonserten speglar författarens återkommande besök vid just kyrkans orgelkonserter.